# David Trimble
David Trimble (Bangor, Irlanda del Norte, 15 de octubre de 1944 - 25 de julio de 2022) fue un político norirlandés, líder del Partido Unionista del Úlster (UUP), ex primer ministro de Irlanda del Norte, parlamentario y miembro de la Asamblea de Irlanda del Norte. En 1998 compartió el Premio Nobel de la paz con John Hume, del Partido Socialista (SDLP).

## Biografía
Fue educado en su ciudad natal y en la Queen's University de Belfast. Se licenció en derecho y empezó a impartir clases en la universidad en 1968.
Fue elegido para participar en la Convención de Irlanda del Norte en 1975 en nombre del Partido Unionista Progresista de Vanguardia por la circunscripción de Belfast Sur y, durante algún tiempo, desempeñó el papel de portavoz del partido. Fue elegido diputado del parlamento de Westminster en unas elecciones anticipadas para representar a Upper Bann en 1990. En 1995 fue elegido contra todo pronóstico líder del UUP, derrotando a su oponente John Taylor. Su elección como cabeza del partido llegó tras su participación como líder en una enormemente polémica marcha de la Orden de Orange —de la que es miembro— por el centro de un enclave católico de Portadown, que se desarrolló en un clima de violencia generalizada en el condado de Armagh, el corazón de la circunscripción de Upper Bann. 
Se opuso a las labores del senador estadounidense George Mitchell, que presidió las conversaciones multilaterales que culminaron en el Acuerdo de Belfast de 1998. Aun así, Trimble fue considerado un personaje fundamental en la aceptación del acuerdo por parte de su partido. A finales de 1998, Trimble y Hume recibieron el Premio Nobel de la Paz por sus esfuerzos para encontrar una solución pacífica al conflicto irlandés. Poco después fue elegido representante en la Asamblea de Irlanda del Norte, y más tarde primer ministro del país. No obstante, los problemas derivados del desarme del IRA Provisional hicieron que su mandato fuese interrumpido en varias ocasiones:
- Del 11 de febrero al 30 de mayo de 2000 las funciones del primer ministro fueron suspendidas.
- El 1 de julio de 2001 dimitió de su cargo, aunque fue reelegido el 5 de noviembre del mismo año.
- Las funciones del primer ministro fueron suspendidas el 14 de octubre de 2002.

En 2003 el Partido Demócrata Unionista pasó a ser la primera fuerza política unionista de Irlanda del Norte, por lo que parece poco probable que David Trimble permanezca en su cargo tras el periodo de suspensión.